# Härkis

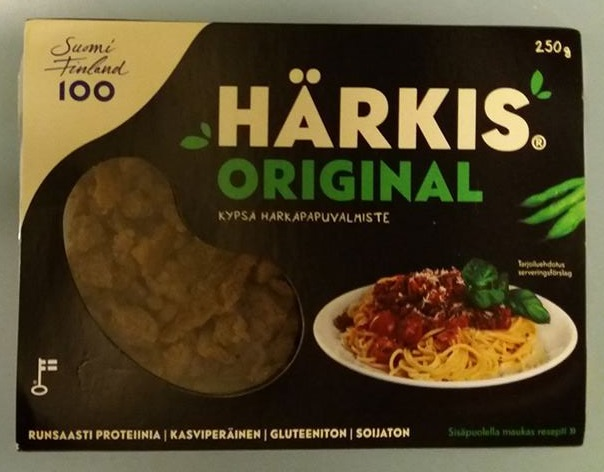
Une boîte de Härkis Original.

Härkis est une marque de fèves transformées de la société finlandaise Verso Food.
Härkis est un produit à base de protéines végétales, principalement de fèves et de pois. Les produits de la marque sont prêts à consommer, et peuvent être utilisés en cuisine à la place de la viande hachée ou des protéines végétales texturées.
Le nom « Härkis » est une forme familière du mot « härkäpapu » (littéralement « haricot taureau »), qui signifie « fève » en finnois.

## Histoire
Härkis apparaît sur le marché finlandais en septembre 2016. Avec l'augmentation de la popularité des produits à base de protéines végétales, Härkis commence à apparaître dans de nombreux restaurants ainsi que dans des épiceries,.
« De plus en plus de consommateurs souhaitent éviter la viande rouge, mais nous sommes nombreux à ne pas vouloir passer au soja étranger. C'est pour cela que nous avons commencé à développer une alternative locale et écologique. Nous avons trouvé la solution dans les fèves. - Tarja Ollila, CEO of Verso Food »
Fin janvier 2017, deux versions prêtes à l'emploi de Härkis et trois sortes de steaks Härkis arrivent sur le marché.
Fin mars 2019, Härkis commence son internationalisation en se lançant sur le marché japonais. Trois produits Härkis sont ainsi au Japon : Härkis Plain (Härkis Original), Härkis Mexican (Härkis Tex Mex) et Härkis Ethnic Curry, développé spécifiquement pour le marché nippon. Quatre cents magasins à Tokyo, Osaka et Nagoya commercialisent des produits Härkis.
En mars 2019, la société norvégienne Kavli annonce racheter Verso Food, le producteur de Härkis. En 2019, une nouvelle usine Härkis est inaugurée à Kauhava.
À l'été 2019, Verso Food lance un nouveau produit à base de fèves moulues et conditionnées sous forme de lamelles (rappelant les lamelles de kebab) et sous la marque Beanit, un nom choisi pour l'international. Le produit se décline en trois variétés : nature, citron et ail et fines herbes.
La société d'industrie alimentaire Raisio Oyja acquiert Verso Food à Kavli au printemps 2021.

## Produits concurrents
À la fin des années 2010, d'autres produits à base de protéines végétales et d'insectes sont apparus sur le marché finlandais pour remplacer la viande hachée, comme Nyhtökaura de Gold & Green Foods, Elovena Muru kaurajauhis de Raisio et Sirkkis d'Entomophagy Solutions Oy. Valio a également introduit sur le marché le produit à base de protéines de lait Mifu,.